# Ossipee (Karolina Północna)
Ossipee – miasto w Stanach Zjednoczonych, w stanie Karolina Północna, w hrabstwie Alamance.